# Teku (verre)

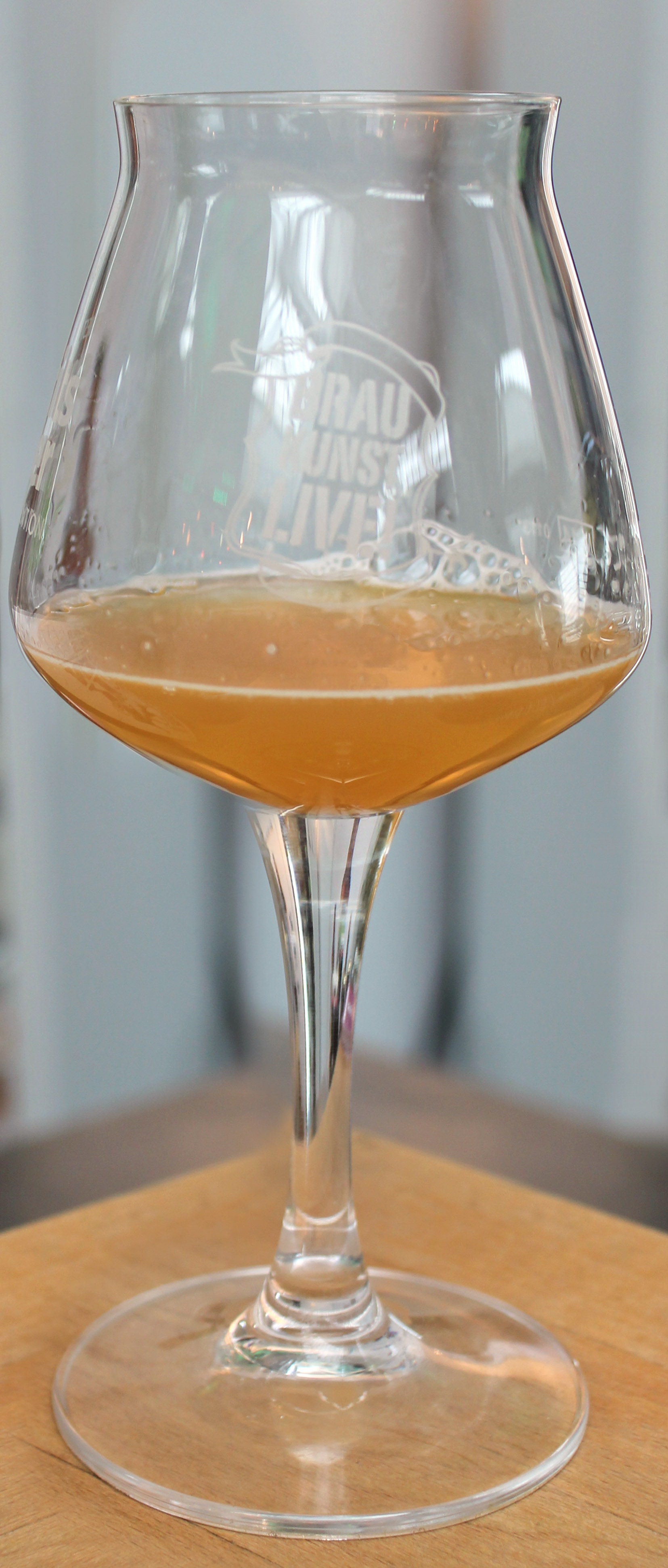
Verre Teku

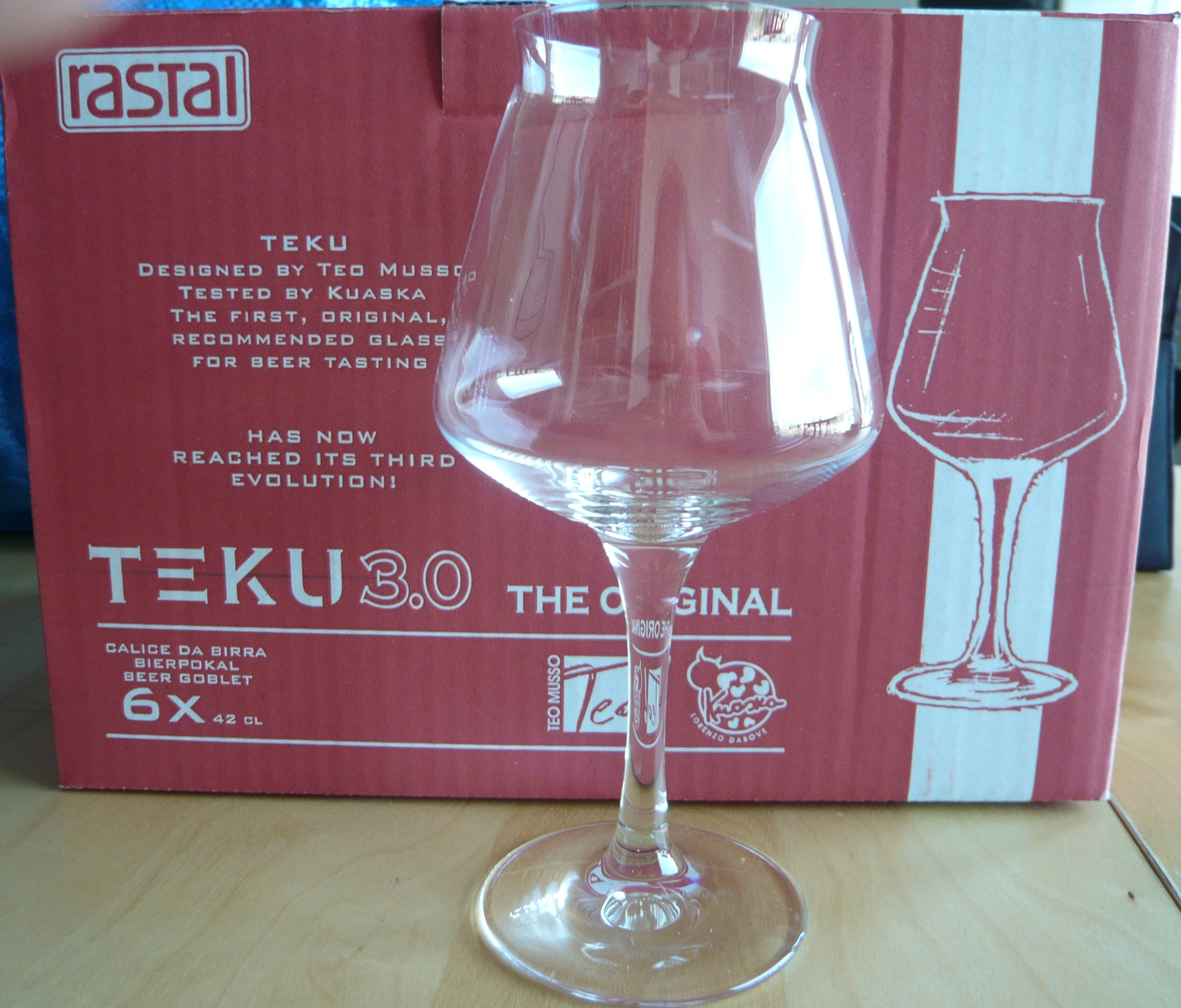
Verre à bière TeKu (version 3.0) et sa boîte

Le verre TeKu (ou simplement Teku) est un verre qui a été spécialement conçu pour la dégustation de la bière.
Il doit son nom à ses inventeurs, les Italiens Teo Musso, de la brasserie Baladin et Lorenzo Dabove, surnommé "Kuaska", zythologue italien. 
Le mot "Teku" est un mot-valise des deux premières lettres des noms des créateurs : Teo-Kuaska. 
Il est fabriqué par le verrier allemand Rastal et est disponible en deux tailles différentes :
- standard, 42.4 cl, permet de servir l'entier d'une bouteille 33 cl
- mini, 33 cl, permet de servir jusqu'à environ 25 cl

Il possède une forme particulière : 
- une base est fortement ouverte, permettant une oxygénation du liquide
- un corps se resserrant, pour une concentration des arômes
- un buvant concave, pour mettre en évidence les arômes délicats de la mousse